# Charles R. MacIver
Charles R. MacIver (Bromborough, 26 de outubro de 1890 — 25 de abril de 1981) foi um velejador britânico, medalhista olímpico. Ele competiu nos Jogos Olímpicos de Verão de 1908 na classe 12 Metre e conquistou a medalha de prata na disputa a bordo do Mouchette com Charles MacIver, J. Graham Kenion, James Baxter, John Adam, William Davidson, John Jellico, Thomas Littledale, Charles Macleod-Robertson e John Spence. Na época, apenas o timoneiro e o imediato receberam medalhas de prata, enquanto a tripulação recebeu medalhas de bronze. No entanto, MacIver é creditado como tendo recebido uma medalha de prata no banco de dados olímpico oficial.